# Salzwedel
Salzwedel, Hansestadt Salzwedel – miasto powiatowe w środkowych Niemczech, w kraju związkowym Saksonia-Anhalt, siedziba powiatu Altmarkkreis Salzwedel. Leży nad rzeką Jeetzel.
W mieście znajduje się stacja kolejowa Salzwedel.
W mieście rozwinął się przemysł chemiczny oraz cukrowniczy.

## Historia

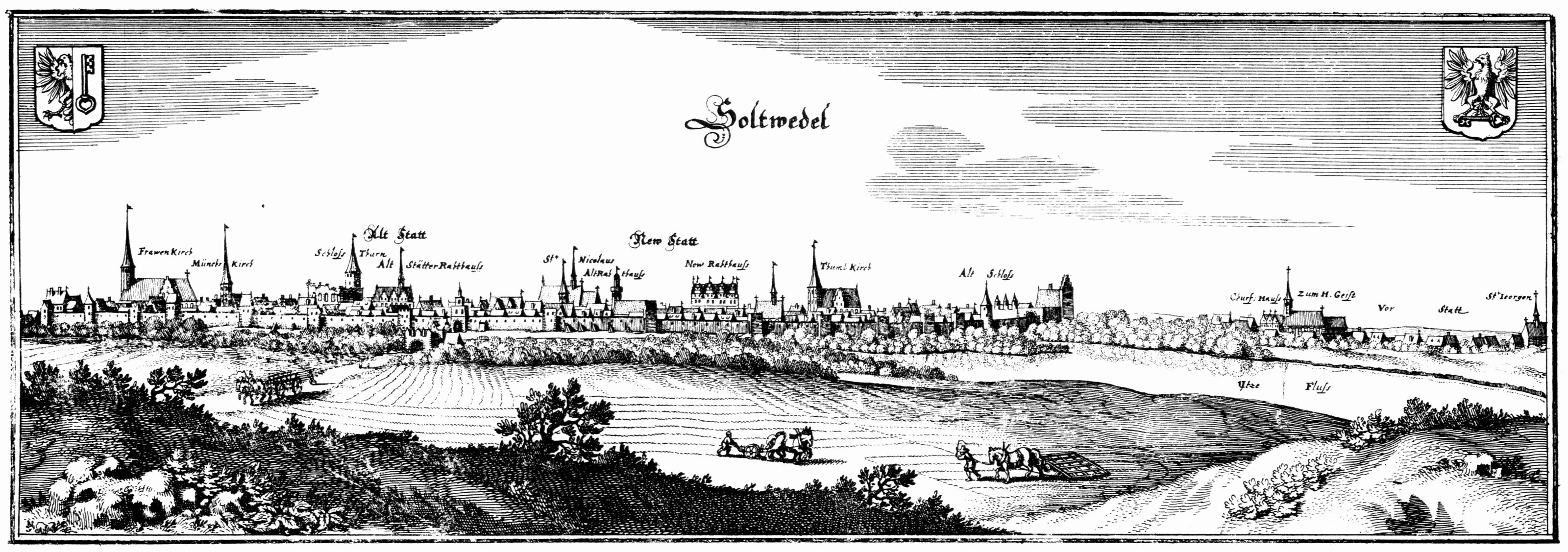
Salzwedel w XVII wieku

W 1233 Salzwedel zostało po raz pierwszy nazwane w dokumentach miastem. Na północny wschód od Starego Miasta w 1247 powstało Nowe Miasto. Od 1263 do 1518 Salzwedel było członkiem Hanzy. W latach 1373–1415 wraz z Marchią Brandenburską znajdowało się pod panowaniem Królestwa Czech. W 1701 znalazło się w granicach Prus, a w 1871 Niemiec. W 1713 doszło do połączenia Starego i Nowego Miasta. Od 1815 Salzwedel stanowiło część prowincji Saksonia. W trakcie I wojny światowej w Salzwedel Niemcy więzili późniejszego posła na Sejm II RP Tadeusza Hołówkę.
W latach 1949–1990 było przygranicznym miastem NRD. 1 stycznia 2010 do miasta przyłączono gminy Chüden, Henningen, Klein Gartz, Langenapel, Liesten, Osterwohle, Pretzier, Riebau, Seebenau i Tylsen. 31 grudnia 2010 rozwiązano wspólnotę administracyjną Salzwedel-Land, której siedziba znajdowała się w Salzwedel. Następnego dnia do miasta przyłączono gminy Wieblitz-Eversdorf i Steinitz.

## Współpraca
Miejscowości partnerskie:
- Felixstowe, Anglia
- San Vito dei Normanni, Włochy
- Wesel, Nadrenia Północna-Westfalia